# Andermatt
Andermatt is een gemeente in Zwitserland. Ze ligt in het Urserendal, dat in het zuiden door het Gotthardmassief wordt begrensd.
Andermatt is een belangrijk verkeersknooppunt. Hier komen de wegen samen die leiden naar drie historische bergpassen: de Furkapas, de Gotthardpas en de Oberalppas, respectievelijk naar het westen, het zuiden en het oosten. Alleen naar het noorden, naar Göschenen en verder richting Luzern, is er een weg naar beneden. Deze passeert de woeste Schöllenenschlucht, waaroverheen de Teufelsbrücke is gebouwd.
De Urseren, het dal waarin Andermatt ligt, wordt doorstroomd door de rivier de Furkareuss. Het dal strekt zich over minder dan 10 km uit. In Andermatt begint de Oberalppas. De twee andere plaatsen in het dal zijn Hospental, het begin van de Gotthardpas en Realp, het begin van de Furkapas. Er staan in het gebied maar weinig bomen.
Andermatt heeft een station, waar de treinen van de Matterhorn Gotthard Bahn rijden: richting Wallis, per tunnel onder de Furkapas door, naar Göschenen en naar Disentis/Mustér, over de Oberalppas. Vroeger kwam al het verkeer dat de Gotthardpas overstak door Andermatt. Sinds de opening van de autotunnel in 1980 tussen Göschenen en Airolo komt alleen nog verkeer door Andermatt, dat over de drie paswegen gaat.
's Winters wordt er bij Andermatt geskied op de hellingen van de 2961 meter hoge Gemsstock. In het zomerseizoen is het een geliefde bestemming van bergwandelaars. In Andermatt is het Talmuseum Ursern gevestigd over de cultuur en geschiedenis van het dal.

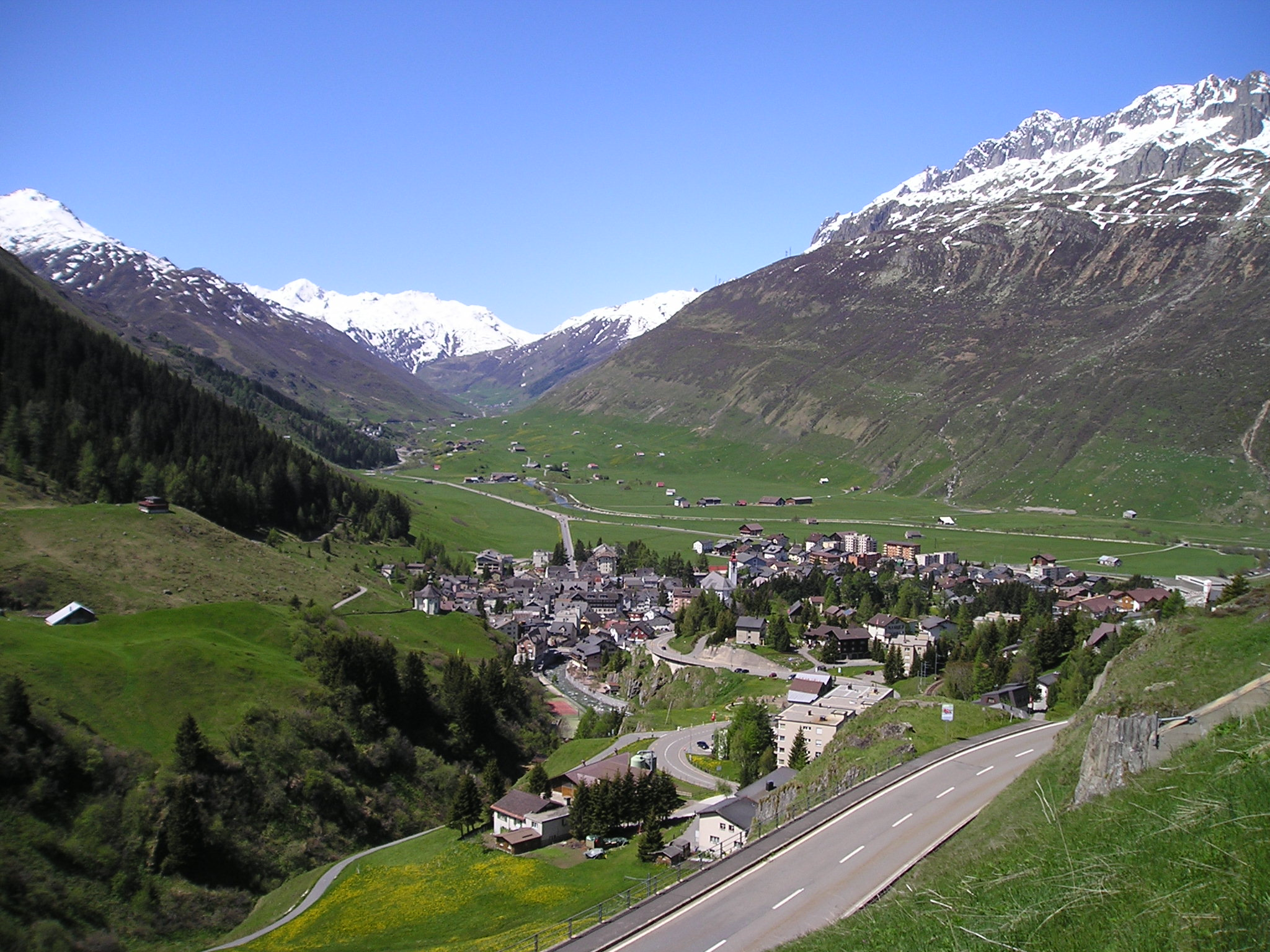
Andermatt

## Geschiedenis
Archeologische vondsten wijzen er op dat het dal van Andermatt al sinds 4.000 voor Christus werd bewoond. De huidige inwoners stammen van Alemannische stammen uit Wallis af. De parochie van Andermatt werd in 1203 voor het eerst genoemd, het was onderdeel van het Benedictijnerklooster in Disentis. Het belangrijkste bouwwerk in het dorpscentrum is de kapel Sankt Peter met zijn rode toren die dateert uit 1448. De kerk werd na de dorpsbrand van 1766 herbouwd. 
Goethe maakte drie keer een reis naar Andermatt, in 1775, 1779 en in 1797.
In de periode 1818-1831 werd de Gotthardpas voor postkoetsen geschikt gemaakt, waarvan Andermatt economisch profiteerde. De Gotthardtunnel voor treinverkeer werd in 1881 geopend tussen Göschenen en Airolo, dus onder Andermatt door. In 1885 werd Andermatt een belangrijke garnizoensplaats voor de Zwitserse krijgsmacht, met onder andere het commandocentrum dat in tijden van oorlog gebruikt werd. Momenteel is de plaats een trainingscentrum van de Zwitserse krijgsmacht. 
Een plan om het Urserendal, inclusief Andermatt, op te offeren ten behoeve van het grootste stuwmeer van Zwitserland leidde in februari 1946 tot een volksopstand. Begin jaren vijftig werd het plan opgegeven, waarna er in het Göschenertal een veel kleiner stuwmeer werd aangelegd.
Andermatt was tot de Tweede Wereldoorlog een mondaine en luxueuze toeristenplaats met drie Grand Hotels. Na de oorlog gaven de banken geen kredieten om de hotels te renoveren, zij vonden Andermatt in de eerste plaats een militaire legerplaats, en geen toeristendorp. De hotels en het dorp raakten in verval.
Nadien heeft Andermatt weer van de welvaart in Zwitserland geprofiteerd. Het oude centrum is hersteld en er is aan het begin van de jaren 2010 een nieuw, zeer luxueus hotel tegenover het station bij gebouwd. 
- Gemeinsame Normdatei: 4270624-5
- Historisch woordenboek van Zwitserland: 000691
- Library of Congress Control Number: nr97022561
- Nationale Bibliotheek van Israël: 987007542990305171
- Virtual International Authority File: 125952855

Altdorf · Andermatt · Attinghausen · Bauen · Bürglen · Erstfeld · Flüelen · Göschenen · Gurtnellen · Hospental · Isenthal · Realp · Schattdorf · Seedorf · Seelisberg · Silenen · Sisikon · Spiringen · Unterschächen · Wassen